# Аусвиль
Аусвиль (нем. Auswil) — коммуна в Швейцарии, в кантоне Берн.
Входит в состав округа Аарванген. Население составляет 471 человек (на 31 декабря 2006 года). Официальный код — 0322.

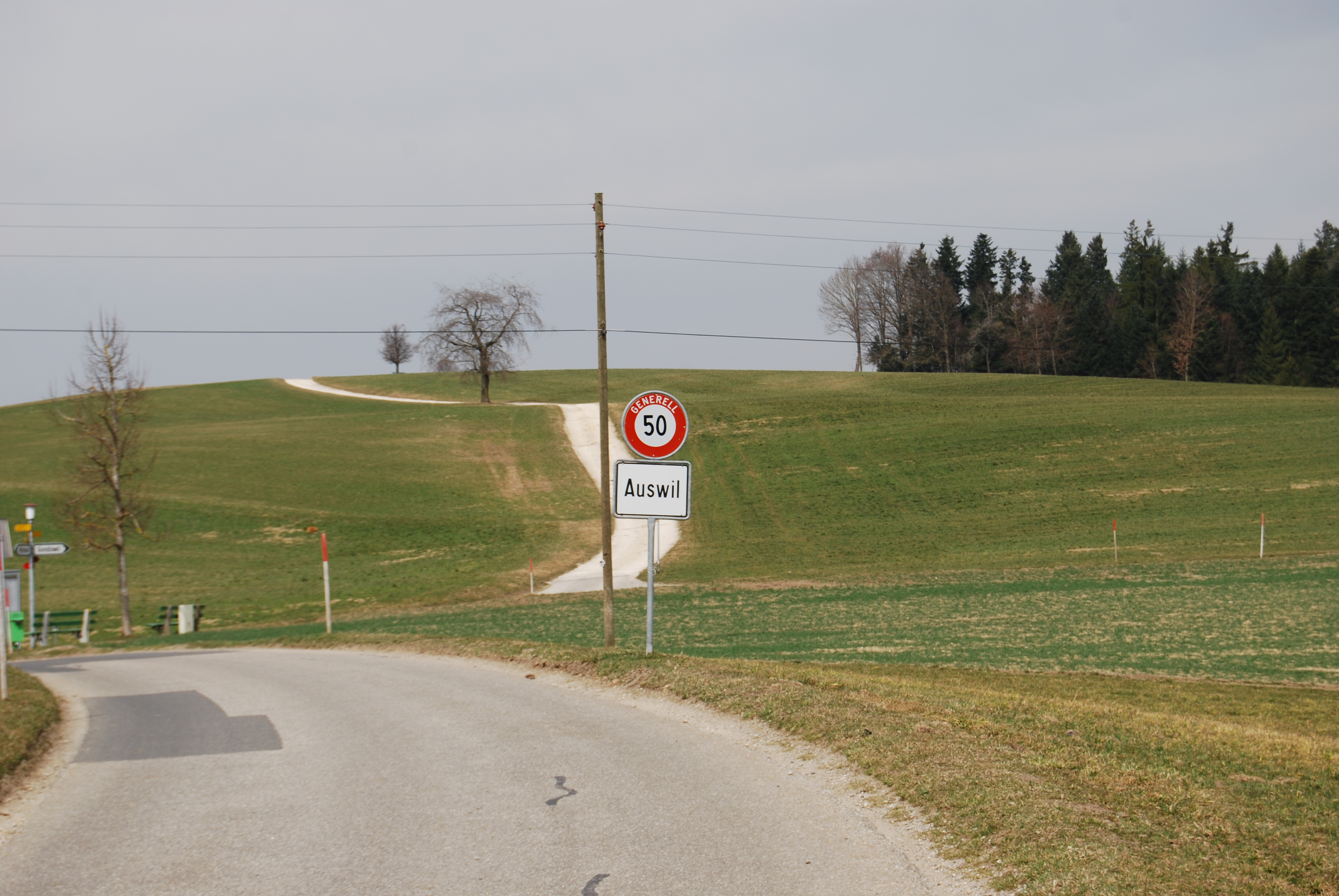
Аусвиль